# Route nationale 6 (Madagascar)
La route nationale 6 (RN 6) (Tours du Nord) è una strada statale del Madagascar lunga 750 km, che collega Ambondromamy a Antsiranana.